# Cattedrale di Angoulême
La cattedrale di San Pietro (in francese: cathédrale Saint-Pierre d'Angoulême) è il principale luogo di culto cattolico di Angoulême, nel dipartimento della Charente, sede del vescovo di Angoulême e della parrocchia dei Santi Apostoli.
La chiesa è monumento storico di Francia dal 1840.

## Storia
La chiesa, su disegno del vescovo Gerardo II, fu edificata (1128) in un sito che aveva già conosciuto un santuario precristiano distrutto all'epoca di Clodoveo I (507), un'altra chiesa distrutta dai Normanni (VIII secolo) e una cattedrale giudicata troppo piccola (1017). In seguito perse uno dei campanili (XVI secolo) durante le Guerre di Religione e fu notevolmente alterata dall'architetto Paul Abadie (1885) che aggiunse due cupole sulle torri laterali della facciata e modificò in maniera notevole l'intero prospetto della facciata, mantenendo, però, le sculture medioevali.

## Descrizione

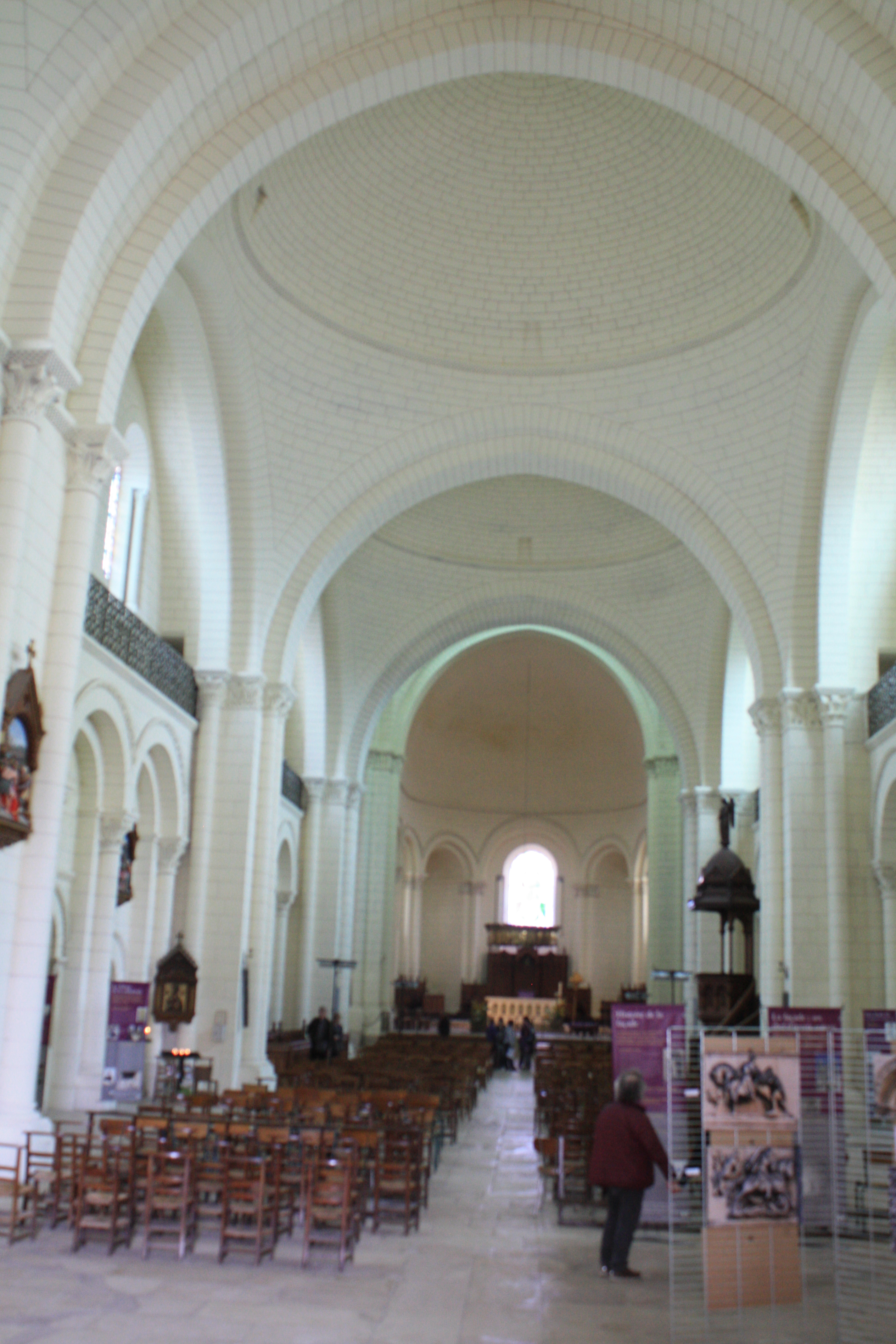
Interno

### Esterno
La facciata, divisa verticalmente in cinque sezioni da colonne-contrafforti con quella centrale più ampia, contiene circa 70 fra statue e altorilievi che illustrano due temi differenti mettendoli in connessione: l'Ascensione e il Giudizio universale, organizzati dal basso in alto ma divisi. Il piano inferiore è composto da un portale centrale fiancheggiato da due arcate per lato. Nei timpani degli archi laterali i dodici apostoli, in quello centrale una Maestà di Cristo (XIX secolo). Tra questo piano e il piano intermedio, le statue (XIX secolo) di San Giorgio a sinistra e San Martino a destra. Il piano intermedio è dominato da una grande nicchia al centro sormontata da una rappresentazione dell'Ascensione di Cristo all'interno di una vesica piscis con i simboli dei quattro evangelisti ai lati. Sotto i quattro archi dei lati, undici apostoli e la Vergine guardano verso l'alto. Nei medaglioni che stanno intorno al Cristo sono rappresentati gli eletti, mentre i dannati si trovano, insieme a due demoni, nelle scene alle estremità della parte intermedia. A destra della facciata un'interessante scena di caccia e un fregio che rappresenta la presa di Saragozza con combattimenti di cavalieri ispirati dalla Chanson de Roland.
In posizione arretrata, sulla sinistra, si trova la torre campanaria, frutto di una completa ricostruzione ottocentesca ad eccezione il piano inferiore. Già coperta con un'alta cuspide piramidale demolita nel 1851, raggiunge un'altezza di 59 metri e presenta sei ordini di finestre dei quali quello più in basso cieco, con un'alternanza tra monofore (ordini pari) e bifore (ordini dispari).

### Interno
L'edificio, con pianta a croce latina, presenta un'unica navata di tre campate (ciascuna delle quali è coperta da una cupola), transetto sporgente e profonda abside con quattro cappelle in piccole absidiole. All'incrocio con il transetto, c'è la cupola più grande, impostata su un tamburo. Delle due lanterne che servivano ad illuminare i lati del transetto, rimane solo quella a nord caratterizzata da alcuni ordini di bifore.
L'abside semicircolare è interamente occupata dal presbiterio; quest'ultimo è rialzato di alcuni gradini rispetto al resto della chiesa ed ospita l'altare maggiore neoromanico, in marmo con decorazioni musive, e alcuni moderni arredi in ottone, realizzati da Pierre Sabatier nel 1999, quali la grande corona posta sopra l'altare, l'ambone e il crocifisso.
Sulla cantoria in controfacciata si trova l'organo a canne, costruito Simon-Pierre Miocque tra il 1782 e il 1786 e successivamente più volte modificato, dapprima da Nicolas Henry che nel 1848 lo rifece in stile romantico, poi dalla ditta Bouchet nel 1965 che lo ricostruì in chiave neoclassica. Lo strumento è a trasmissione elettropneumatica e dispone di 53 registri su tre manuali e pedale. Il materiale fonico è integralmente racchiuso all'interno della cassa lignea barocca con positivo tergale, riccamente decorata con rilievi e intagli, venne dichiarata monumento storico di Francia nel 1975.

## Galleria d'immagini

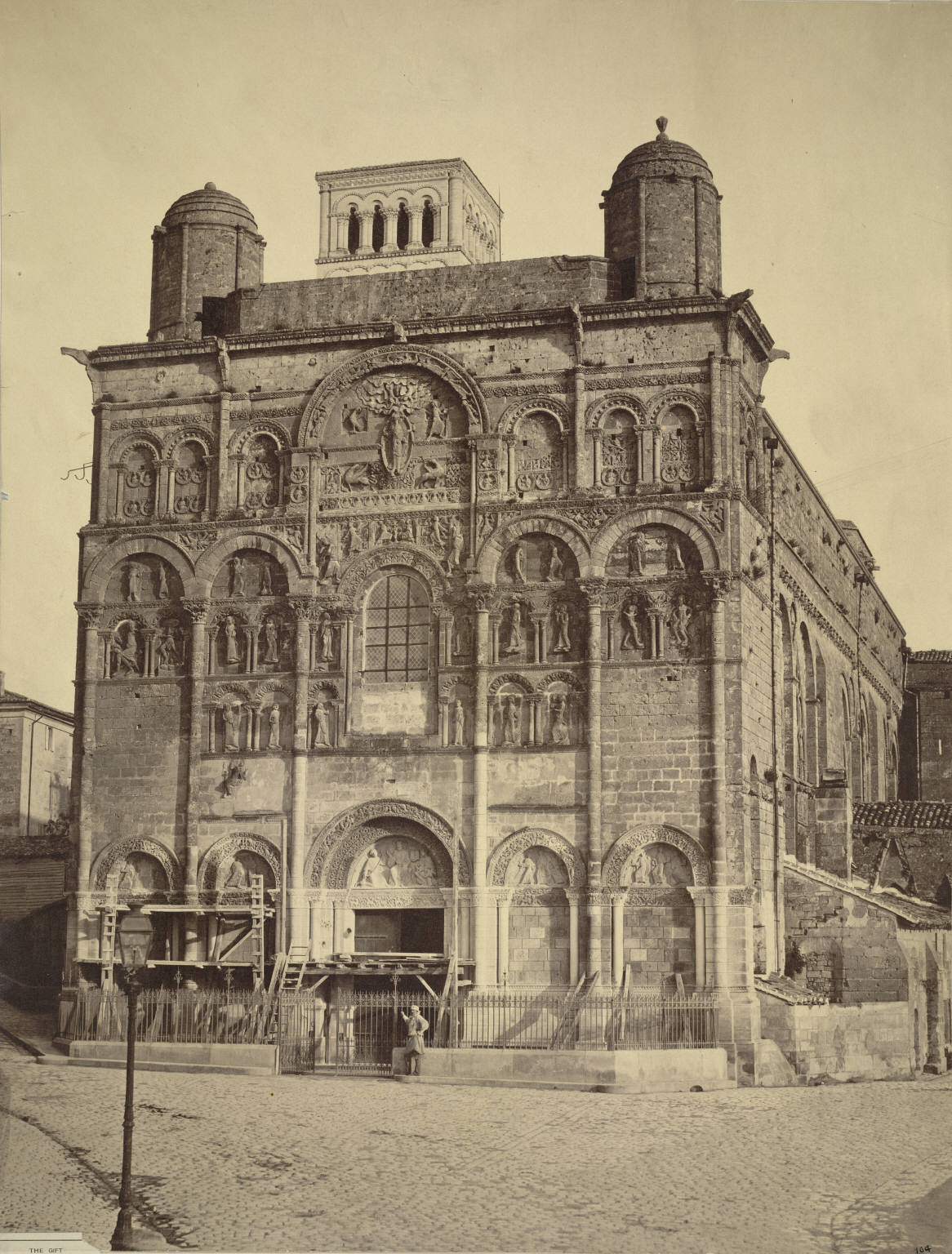
La facciata prima del 1885
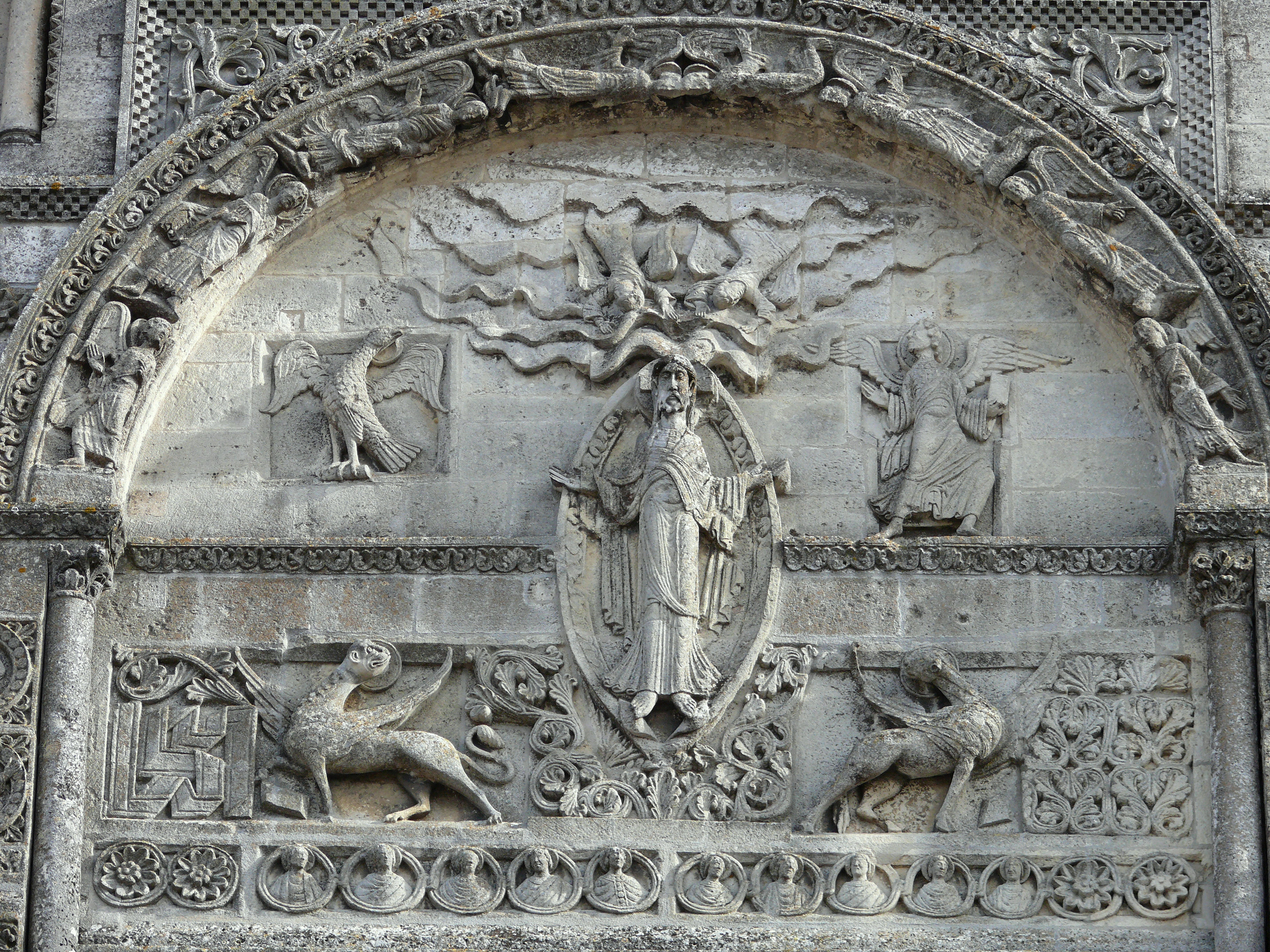
Ascensione
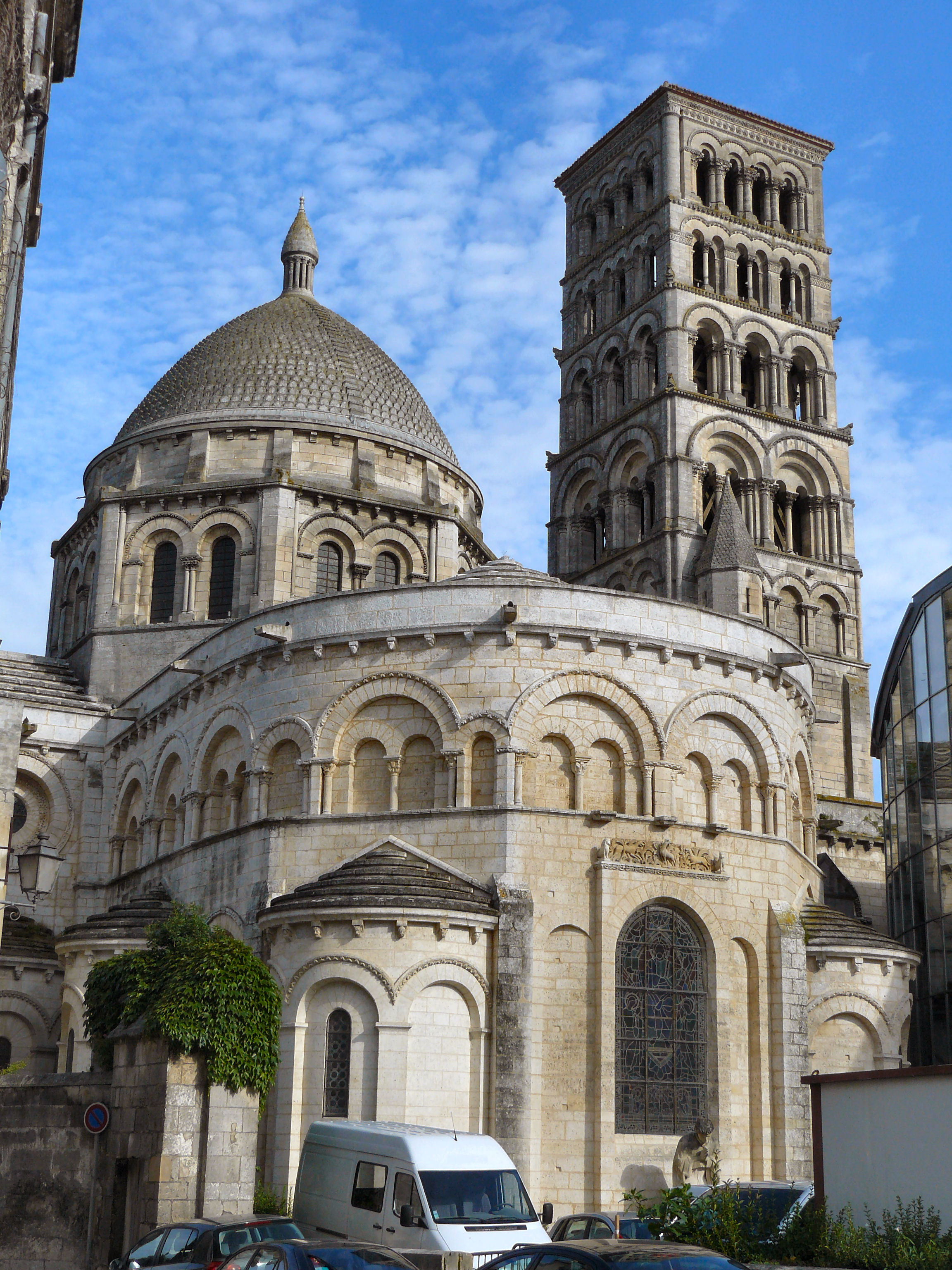
Abside e campanile
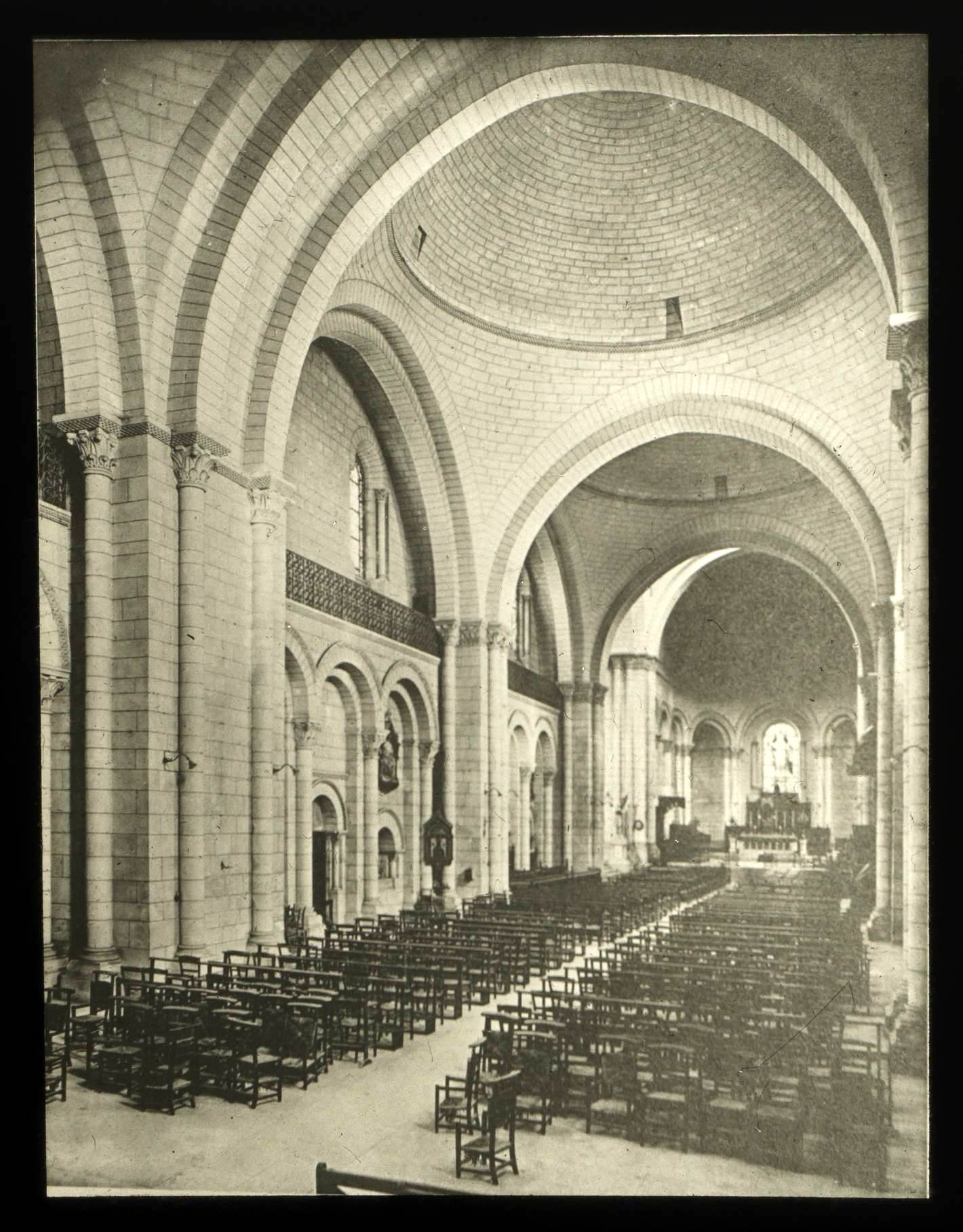
L'interno nel 1890 circa
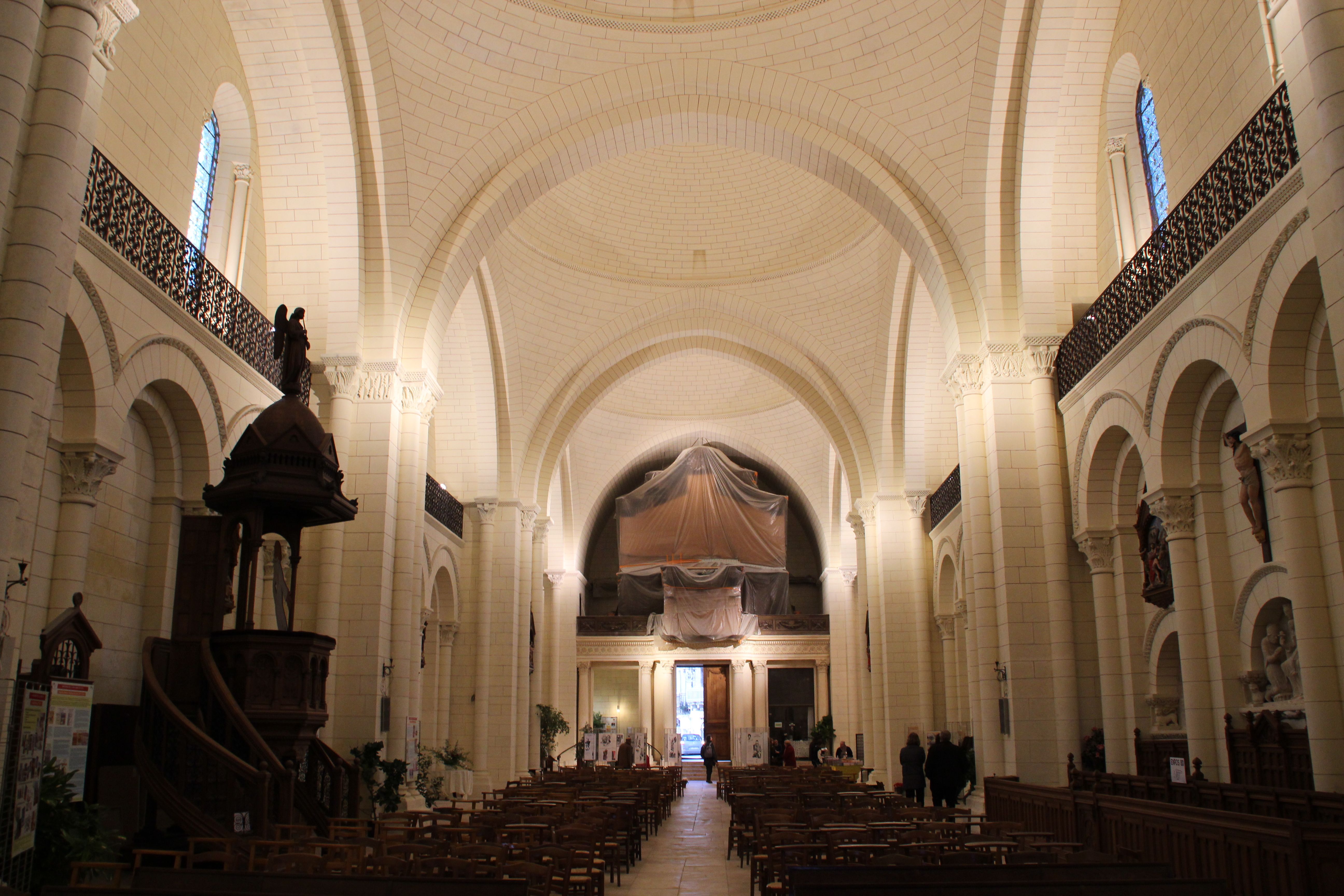
Interno verso la controfacciata
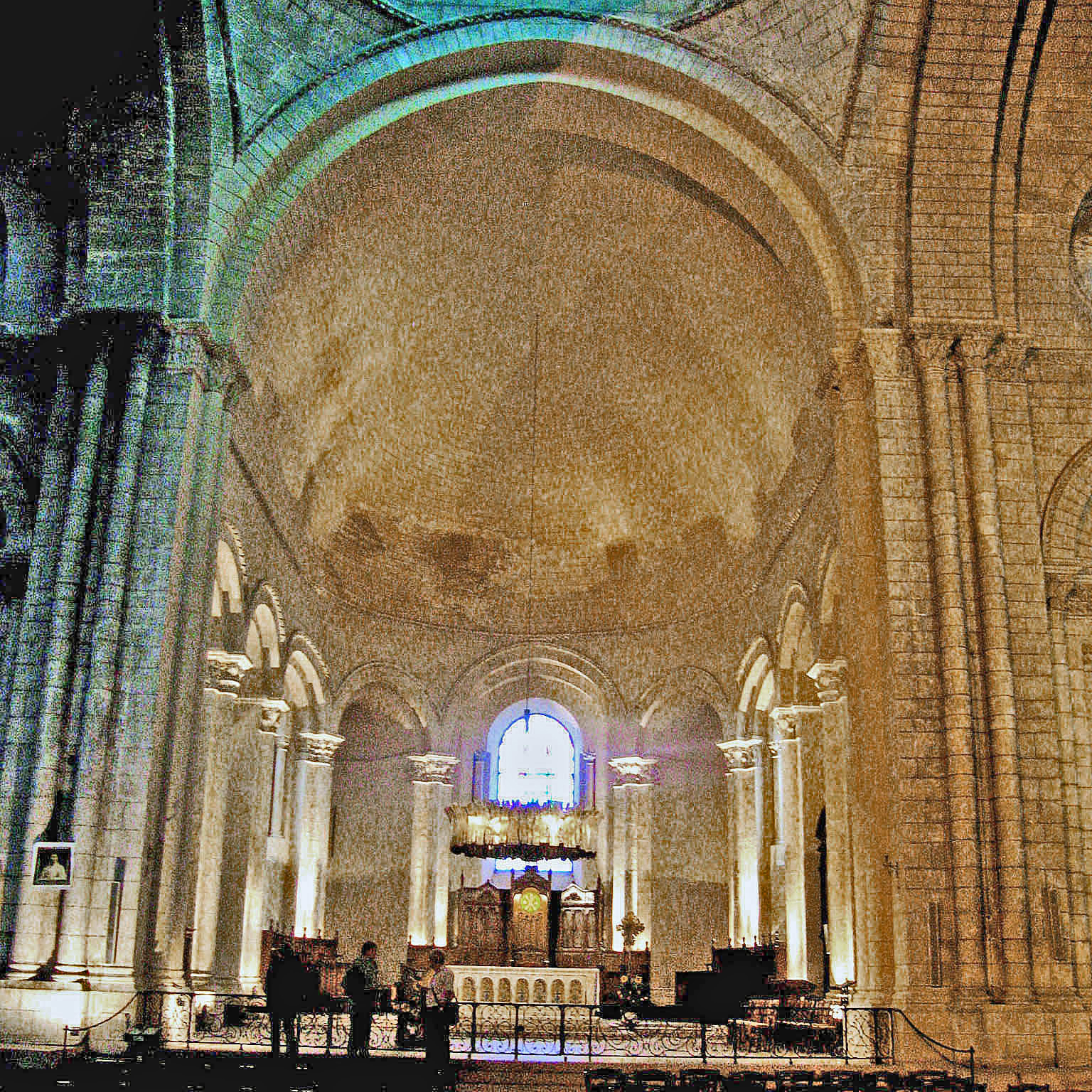
Abside e presbiterio